# UK Open 2017
Die Coral UK Open waren ein Ranglistenturnier im Dartsport und wurden vom 3. bis zum 5. März 2017 zum 15. Mal von der Professional Darts Corporation (PDC) veranstaltet. Austragungsort war zum vierten Mal das Butlin’s Resort in Minehead.
Titelverteidiger war der Niederländer Michael van Gerwen, der das Turnier in diesem Jahr aufgrund von Rückenproblemen absagen musste.

## Format
An dem Turnier nahmen insgesamt 128 Spieler teil. Das Teilnehmerfeld setzte sich aus den 96 bestplatzierten Spieler der UK Open Order of Merit und den 32 Gewinnern der UK Open Pub Qualifiers zusammen. Das Turnier wurde ohne Setzliste gespielt.
Die erste Runde trugen die Spieler der Plätze 65 bis 96 der UK Open Order of Merit und die 32 Spieler, die sich über die UK Open Pub Qualifiers qualifiziert hatten, aus. In der zweiten Runde kamen neben den 32 Siegern der ersten Runde die Plätze 33 bis 64 des UK Open Order of Merit hinzu. Die 32 bestplatzierten Spieler stiegen in der dritten Runde ein.
Das Turnier wurde im K.-o.-System gespielt. Spielmodus in den ersten beiden Runden war ein best of 11 legs. In der 3. Runde traten die 32 Gewinner der 2. Runde gegen die 32 bestplatzierten Teilnehmer der UK Open Order of Merit an. Ab dieser Runde wurde bis einschließlich des Viertelfinales ein best of 19 legs-Modus gespielt. Die Halbfinals und das Finale wurden in einem best of 21 legs-Modus ausgetragen.

## Preisgeld
Bei dem Turnier wurden insgesamt £ 350.000 an Preisgeldern ausgeschüttet. Das Preisgeld verteilte sich unter den Teilnehmern wie folgt:
| Position (Anzahl der Spieler) | Position (Anzahl der Spieler) | Preisgeld |
| ----------------------------- | ----------------------------- | --------- |
| Gewinner                      | (1)                           | £ 70.000  |
| Finalist                      | (1)                           | £ 35.000  |
| Halbfinalisten                | (2)                           | £ 17.500  |
| Viertelfinalisten             | (4)                           | £ 11.500  |
| Achtelfinalisten              | (8)                           | £ 6.500   |
| Verlierer der 4. Runde        | (16)                          | £ 3.500   |
| Verlierer der 3. Runde        | (32)                          | £ 1.750   |
|                               |                               |           |
| Nine dart finish              | (1)                           | £ 5,000   |

## Teilnehmer
Für die UK Open 2017 waren folgende 128 Spieler qualifiziert:
- Die 96 erstplatzierten Spieler der UK Open Order of Merit, die aus den sechs Qualifikationsturnieren, den UK Open Qualifiers 2017 erstellt wurde.

- Die 32 Gewinner der UK Open Pub Qualifiers

PDC UK Open Order of Merit

Plätze 1–32
1. Peter Wright
2. Simon Whitlock
3. Michael van Gerwen*
4. Gary Anderson
5. Michael Smith
6. James Wade
7. Ian White
8. Adrian Lewis
9. Raymond van Barneveld
10. Mervyn King
11. Steve Beaton
12. Dave Chisnall
13. Jelle Klaasen
14. Benito van de Pas
15. Rob Cross
16. Gerwyn Price
17. Darren Webster
18. Kim Huybrechts
19. Ronny Huybrechts
20. Alan Norris
21. Brendan Dolan
22. John Henderson
23. Kyle Anderson
24. Kevin Painter
25. Cristo Reyes
26. Christian Kist
27. Chris Quantock
28. Chris Dobey
29. Ricky Evans
30. Joe Cullen
31. Mick Todd
32. Ryan Searle

* Aufgrund von Rückenproblemen, sagte van Gerwen seine Teilnahme ab. Sein Platz wurde als Freilos betrachtet.
Die Top 32 stiegen in der 3. Runde ein.
PDC UK Open Order of Merit

Plätze 33–64
1. Stephen Bunting
2. Richard North
3. Mark Webster
4. William O’Connor
5. Robert Thornton
6. Daryl Gurney
7. Ryan Palmer
8. Peter Hudson
9. Vincent van der Voort
10. Stuart Kellett
11. Mick McGowan
12. Scott Taylor
13. Andy Jenkins
14. Andrew Gilding
15. David Pallett
16. Zoran Lerchbacher
17. Dirk van Duijvenbode
18. Jamie Lewis
19. Barrie Bates
20. Jeffrey de Graaf
21. Steve Lennon
22. Jan Dekker
23. John Michael
24. Mark Barilli
25. Ted Evetts
26. Terry Jenkins
27. Matthew Dennant
28. Devon Petersen
29. Kirk Shepherd
30. Justin Pipe
31. Ross Twell
32. Martin Lukeman

Die Spieler der Plätze 33–64 stiegen in der 2. Runde ein.
PDC UK Open Order of Merit

Plätze 65–96
1. Kai Fan Leung
2. Jermaine Wattimena
3. Rob Hewson
4. Darren Johnson
5. Vincent Kamphuis
6. Yordi Meeuwisse
7. Tony Newell
8. Royden Lam
9. Matt Padgett
10. Keegan Brown
11. Jeffrey de Zwaan
12. Ron Meulenkamp
13. Ryan Murray
14. Ritchie Edhouse
15. Paul Rowley
16. Alan Tabern
17. Antonio Alcinas
18. Ronnie Baxter
19. Jamie Caven
20. Jonny Clayton
21. Joe Davis
22. Paul Harvey
23. Ryan Meikle
24. James Richardson
25. James Wilson
26. Brian Woods
27. Wayne Jones
28. Jamie Bain
29. Lee Bryant
30. Mark Frost
31. Jonathan Worsley
32. Paul Milford

Die Spieler starteten in der 1. Runde.
UK Open Pub Qualifiers
- Lee Evans
- Dan Read
- Steve Maish
- Dave Prins
- Gary Eastwood
- Gareth Pass
- Neil Smith
- Ben Green
- Wayne Morris
- Alex Roy
- James Carroll
- Kevin Edwards
- Nicky Bell
- Brandon Walsh
- Paul Hogan
- Scott Robertson
- Jimmy McKirdy
- Paul Cartwright
- Paul Barham
- Brian Dawson
- Johnny Haines
- Andy Roberts
- Martin Biggs
- Dave Parletti
- Darryl Pilgrim
- John Ferrell
- Mark Layton
- Brett Claydon
- Andrew Davidson
- Damian Smith
- Kevin Bambrick
- Dean Reynolds

Die Spieler starteten in der 1. Runde.

## Ergebnisse

### 1. Runde
Freitag, 3. März

Qualifikanten der Riley Pub Qualifiers werden mit (Q) gekennzeichnet.
| Nr. | Spieler 1          | Ergebnis | Spieler 2           |  | Nr. | Spieler 1          | Ergebnis | Spieler 2           |
| --- | ------------------ | -------- | ------------------- |  | --- | ------------------ | -------- | ------------------- |
| 1   | Ryan Murray        | 6 : 5    | John Ferrell (Q)    |  | 2   | Johnny Haines (Q)  | 6 : 0    | Wayne Morris (Q)    |
| 3   | Ritchie Edhouse    | 4 : 6    | Rob Hewson          |  | 4   | Keegan Brown       | 3 : 6    | Paul Hogan (Q)      |
| 5   | Mark Frost         | 6 : 4    | Jamie Bain          |  | 6   | James Carroll (Q)  | 6 : 3    | Brandon Walsh (Q)   |
| 7   | Antonio Alcinas    | 4 : 6    | James Richardson    |  | 8   | Darren Johnson     | 6 : 5    | Jeffrey de Zwaan    |
| 9   | Yordi Meeuwisse    | 6 : 4    | Martin Biggs (Q)    |  | 10  | Tony Newell        | 6 : 4    | Mark Layton (Q)     |
| 11  | Paul Rowley        | 5 : 6    | Ronnie Baxter       |  | 12  | Jermaine Wattimena | 6 : 1    | Kai Fan Leung       |
| 13  | Darryl Pilgrim (Q) | 4 : 6    | Ben Green (Q)       |  | 14  | Dean Reynolds (Q)  | 6 : 2    | Andy Roberts (Q)    |
| 15  | Brian Woods        | 6 : 3    | Damian Smith (Q)    |  | 16  | Vincent Kamphuis   | 3 : 6    | Ryan Meikle         |
| 17  | Alan Tabern        | 6 : 4    | Scott Robertson (Q) |  | 18  | Jamie Caven        | 6 : 3    | Dan Read (Q)        |
| 19  | Joe Davis          | 6 : 2    | Paul Harvey         |  | 20  | Wayne Jones        | 6 : 5    | Lee Bryant          |
| 21  | Brett Claydon (Q)  | 4 : 6    | Paul Barham (Q)     |  | 22  | Alex Roy (Q)       | 6 : 1    | Kevin Edwards (Q)   |
| 23  | James Wilson       | 6 : 4    | Gary Eastwood (Q)   |  | 24  | Ron Meulenkamp     | 6 : 1    | Royden Lam          |
| 25  | Paul Milford       | 6 : 3    | Brian Dawson (Q)    |  | 26  | Matt Padgett       | 6 : 2    | Paul Cartwright (Q) |
| 27  | Jonny Clayton      | 6 : 1    | Jimmy McKirdy (Q)   |  | 28  | Kevin Bambrick (Q) | 6 : 5    | Nicky Bell (Q)      |
| 29  | Lee Evans (Q)      | 6 : 5    | Andrew Davidson (Q) |  | 30  | Jonathan Worsley   | 6 : 4    | Dave Prins (Q)      |
| 31  | Steve Maish (Q)    | 4 : 6    | Neil Smith (Q)      |  | 32  | Dave Parletti (Q)  | 6 : 2    | Gareth Pass (Q)     |

### 2. Runde
| Nr. | Spieler 1             | Ergebnis | Spieler 2          |  | Nr. | Spieler 1         | Ergebnis | Spieler 2            |
| --- | --------------------- | -------- | ------------------ |  | --- | ----------------- | -------- | -------------------- |
| 1   | Jamie Lewis           | 4 : 6    | Paul Hogan (Q)     |  | 2   | Daryl Gurney      | 6 : 3    | Ryan Palmer          |
| 3   | Devon Petersen        | 2 : 6    | Jermaine Wattimena |  | 4   | Ted Evetts        | 6 : 3    | Paul Milford         |
| 5   | Tony Newell           | 4 : 6    | Brian Woods        |  | 6   | Jamie Caven       | 6 : 0    | Ben Green (Q)        |
| 7   | Vincent van der Voort | 6 : 5    | James Wilson       |  | 8   | Andy Jenkins      | 4 : 6    | David Pallett        |
| 9   | Ross Twell            | 6 : 4    | Joe Davis          |  | 10  | Mark Barilli      | 3 : 6    | Kirk Shepherd        |
| 11  | Terry Jenkins         | 2 : 6    | Wayne Jones        |  | 12  | Stephen Bunting   | 2 : 6    | Mark Webster         |
| 13  | Alex Roy (Q)          | 6 : 4    | Dave Parletti (Q)  |  | 14  | Jonny Clayton     | 6 : 3    | Mark Frost           |
| 15  | Mick McGowan          | 6 : 4    | Dean Reynolds (Q)  |  | 16  | Stuart Kellett    | 4 : 6    | Dirk van Duijvenbode |
| 17  | Scott Taylor          | 5 : 6    | Paul Barham (Q)    |  | 18  | Ron Meulenkamp    | 6 : 4    | Lee Evans (Q)        |
| 19  | Jan Dekker            | 5 : 6    | Rob Hewson         |  | 20  | Zoran Lerchbacher | 4 : 6    | Matthew Dennant      |
| 21  | Alan Tabern           | 6 : 3    | James Carroll (Q)  |  | 22  | Yordi Meeuwisse   | 6 : 4    | Jonathan Worsley     |
| 23  | Justin Pipe           | 6 : 0    | Ryan Meikle        |  | 24  | William O’Connor  | 6 : 2    | Steve Lennon         |
| 25  | Martin Lukeman        | 6 : 5    | Matt Padgett       |  | 26  | Peter Hudson      | 5 : 6    | John Michael         |
| 27  | James Richardson      | 6 : 1    | Neil Smith (Q)     |  | 28  | Andrew Gilding    | 6 : 4    | Ryan Murray          |
| 29  | Richard North         | 3 : 6    | Ronnie Baxter      |  | 30  | Robert Thornton   | 6 : 0    | Kevin Bambrick (Q)   |
| 31  | Jeffrey de Graaf      | 3 : 6    | Barrie Bates       |  | 32  | Darren Johnson    | 3 : 6    | Johnny Haines (Q)    |

### 3. Runde
| Nr. | Spieler 1         | Ergebnis | Spieler 2             |  | Nr. | Spieler 1             | Ergebnis | Spieler 2            |
| --- | ----------------- | -------- | --------------------- |  | --- | --------------------- | -------- | -------------------- |
| 1   | Mick Todd         | 3 : 10   | William O’Connor      |  | 2   | Alan Norris           | 10 : 2   | Yordi Meeuwisse      |
| 3   | Kim Huybrechts    | 10 : 8   | Brian Woods           |  | 4   | Mark Webster          | 10 : 9   | Ross Twell           |
| 5   | Kyle Anderson     | 7 : 10   | Jermaine Wattimena    |  | 6   | Kevin Painter         | 8 : 10   | Chris Dobey          |
| 7   | Daryl Gurney      | 10 : 2   | Ross Twell (Q)        |  | 8   | Martin Lukeman        | 10 : 9   | Rob Hewson           |
| 9   | Gary Anderson     | 9 : 10   | Paul Hogan            |  | 10  | Gerwyn Price          | 10 : 5   | Justin Pipe          |
| 11  | Ronny Huybrechts  | 4 : 10   | Vincent van der Voort |  | 12  | Kirk Shepherd         | 10 : 8   | Wayne Jones          |
| 13  | Ricky Evans       | 7 : 10   | Ron Meulenkamp        |  | 14  | Christian Kist        | 5 : 10   | Dirk van Duijvenbode |
| 15  | Michael Smith     | 10 : 4   | John Henderson        |  | 16  | Raymond van Barneveld | 10 : 6   | Barrie Bates         |
| 17  | Darren Webster    | 8 : 10   | Ronnie Baxter         |  | 18  | Peter Wright          | 10 : 3   | James Richardson     |
| 19  | Mervyn King       | 7 : 10   | Alan Tabern           |  | 20  | Joe Cullen            | 10 : 2   | Robert Thornton      |
| 21  | Dave Chisnall     | 10 : 4   | Jamie Caven           |  | 22  | Simon Whitlock        | 10 : 2   | Chris Quantock       |
| 23  | Jelle Klaasen     | 10 : 7   | Jonny Clayton         |  | 24  | Brendan Dolan         | 9 : 10   | John Michael         |
| 25  | Benito van de Pas | 10 : 6   | Matthew Dennant       |  | 26  | Ryan Searle           | 10 : 7   | Mick McGowan         |
| 27  | Steve Beaton      | 6 : 10   | David Pallett         |  | 28  | Andrew Gilding        | 5 : 10   | Ted Evetts           |
| 29  | James Wade        | 8 : 10   | Adrian Lewis          |  | 30  | Ian White             | 10 : 2   | Paul Barham (Q)      |
| 31  | Rob Cross         | 10 : 5   | Johnny Haines (Q)     |  | 32  | Freilos               | -        | Cristo Reyes         |

### 4. Runde
Samstag, 4. März
| Nr. | Spieler 1             | Ergebnis | Spieler 2             |  | Nr. | Spieler 1        | Ergebnis | Spieler 2            |
| --- | --------------------- | -------- | --------------------- |  | --- | ---------------- | -------- | -------------------- |
| 1   | Benito van de Pas     | 5 : 10   | Alan Norris           |  | 9   | Simon Whitlock   | 10 : 6   | Dirk van Duijvenbode |
| 2   | Jelle Klaasen         | 9 : 10   | Vincent van der Voort |  | 10  | Rob Cross        | 10 : 5   | Ryan Searle          |
| 3   | Peter Wright          | 10 : 5   | Dave Chisnall         |  | 11  | Adrian Lewis     | 6 : 10   | Paul Hogan (Q)       |
| 4   | Chris Dobey           | 5 : 10   | Martin Lukeman        |  | 12  | Michael Smith    | 10 : 8   | Jermaine Wattimena   |
| 5   | Gerwyn Price          | 10 : 4   | David Pallett         |  | 13  | Cristo Reyes     | 5 : 10   | Joe Cullen           |
| 6   | Kim Huybrechts        | 10 : 1   | Ted Evetts            |  | 14  | William O’Connor | 10 : 6   | Ronnie Baxter        |
| 7   | Raymond van Barneveld | 10 : 3   | Ron Meulenkamp        |  | 15  | Daryl Gurney     | 10 : 3   | Mark Webster         |
| 8   | John Michael          | 6 : 10   | Alan Tabern           |  | 16  | Ian White        | 10 : 7   | Kirk Shepherd        |

### Achtelfinale
| Nr. | Spieler 1             | Ergebnis | Spieler 2      |  | Nr. | Spieler 1      | Ergebnis | Spieler 2             |
| --- | --------------------- | -------- | -------------- |  | --- | -------------- | -------- | --------------------- |
| 1   | Gerwyn Price          | 10 : 6   | Paul Hogan     |  | 5   | Kim Huybrechts | 10 : 9   | Joe Cullen            |
| 2   | Raymond van Barneveld | 10 : 7   | Alan Tabern    |  | 6   | Simon Whitlock | 10 : 7   | William O’Connor      |
| 3   | Ian White             | 10 : 3   | Martin Lukeman |  | 7   | Daryl Gurney   | 10 : 5   | Vincent van der Voort |
| 4   | Michael Smith         | 6 : 10   | Alan Norris    |  | 8   | Peter Wright   | 10 : 6   | Rob Cross             |

### Viertelfinale, Halbfinale & Finale
Sonntag, 5. März
| Viertelfinale 5. März 2017 Best of 19 legs | Viertelfinale 5. März 2017 Best of 19 legs | Viertelfinale 5. März 2017 Best of 19 legs |                     |    | Halbfinale 5. März 2017 Best of 21 legs | Halbfinale 5. März 2017 Best of 21 legs | Halbfinale 5. März 2017 Best of 21 legs |  |  | Finale 5. März 2017 Best of 21 legs | Finale 5. März 2017 Best of 21 legs | Finale 5. März 2017 Best of 21 legs |
|                                            |                                            |                                            |                     |    |                                         |                                         |                                         |  |  |                                     |                                     |                                     |
|                                            | Kim Huybrechts 98,94                       | 9                                          |                     |    |                                         |                                         |                                         |  |  |                                     |                                     |                                     |
|                                            | Alan Norris 97,78                          | 10                                         |                     |    |                                         |                                         |                                         |  |  |                                     |                                     |                                     |
|                                            | Alan Norris 97,78                          | 10                                         | Alan Norris 93,25   | 9  |                                         |                                         |                                         |  |  |                                     |                                     |                                     |
|                                            |                                            |                                            | Alan Norris 93,25   | 9  |                                         |                                         |                                         |  |  |                                     |                                     |                                     |
|                                            |                                            | Gerwyn Price 95,97                         | 11                  |    |                                         |                                         |                                         |  |  |                                     |                                     |                                     |
|                                            | Ian White 103,09                           | Gerwyn Price 95,97                         | 11                  | 9  |                                         |                                         |                                         |  |  |                                     |                                     |                                     |
|                                            |                                            |                                            |                     | 9  |                                         |                                         |                                         |  |  |                                     |                                     |                                     |
|                                            | Gerwyn Price 97,18                         | 10                                         |                     |    |                                         |                                         |                                         |  |  |                                     |                                     |                                     |
|                                            | Gerwyn Price 97,18                         | 10                                         | Gerwyn Price 97,78  | 6  |                                         |                                         |                                         |  |  |                                     |                                     |                                     |
|                                            |                                            |                                            |                     | 6  |                                         |                                         |                                         |  |  |                                     |                                     |                                     |
|                                            |                                            | Peter Wright 100,55                        | 11                  |    |                                         |                                         |                                         |  |  |                                     |                                     |                                     |
|                                            | Peter Wright 110,88                        | Peter Wright 100,55                        | 11                  | 10 |                                         |                                         |                                         |  |  |                                     |                                     |                                     |
|                                            |                                            |                                            |                     | 10 |                                         |                                         |                                         |  |  |                                     |                                     |                                     |
|                                            | Raymond van Barneveld 108,10               | 8                                          |                     |    |                                         |                                         |                                         |  |  |                                     |                                     |                                     |
|                                            | Raymond van Barneveld 108,10               | 8                                          | Peter Wright 100,77 | 11 |                                         |                                         |                                         |  |  |                                     |                                     |                                     |
|                                            |                                            |                                            | Peter Wright 100,77 | 11 |                                         |                                         |                                         |  |  |                                     |                                     |                                     |
|                                            |                                            | Daryl Gurney 98,89                         | 5                   |    |                                         |                                         |                                         |  |  |                                     |                                     |                                     |
|                                            | Simon Whitlock 96,73                       | Daryl Gurney 98,89                         | 5                   | 9  |                                         |                                         |                                         |  |  |                                     |                                     |                                     |
|                                            |                                            |                                            |                     | 9  |                                         |                                         |                                         |  |  |                                     |                                     |                                     |
|                                            | Daryl Gurney 102,03                        | 10                                         |                     |    |                                         |                                         |                                         |  |  |                                     |                                     |                                     |

## Übertragung
Im deutschsprachigen Raum übertrug der Streaming-Dienst DAZN die Veranstaltung exklusiv.
Zudem bot die PDC einen Livestream zum Turnier an.